# Burg Steinebach
Die Burg Steinebach ist die Ruine einer Niederungsburg auf dem Gebiet der Gemeinde Steinebach an der Wied im Westerwaldkreis in Rheinland-Pfalz.

## Lage
Die spärlichen Reste der Niederungsburg im Westerwald befinden sich im ganzjährig wasserführenden Bachbett der Wied in unmittelbarer Nähe zum Ort Steinebach.
Die Stadt Hachenburg liegt gut fünf Kilometer nördlich, Herschbach befindet sich sechs Kilometer weiter südwestlich. Die Westerwälder Seenplatte mit dem Dreifelder Weiher liegt nur gut 2,5 Kilometer südlich der Ortschaft Steinebach.

## Anlage

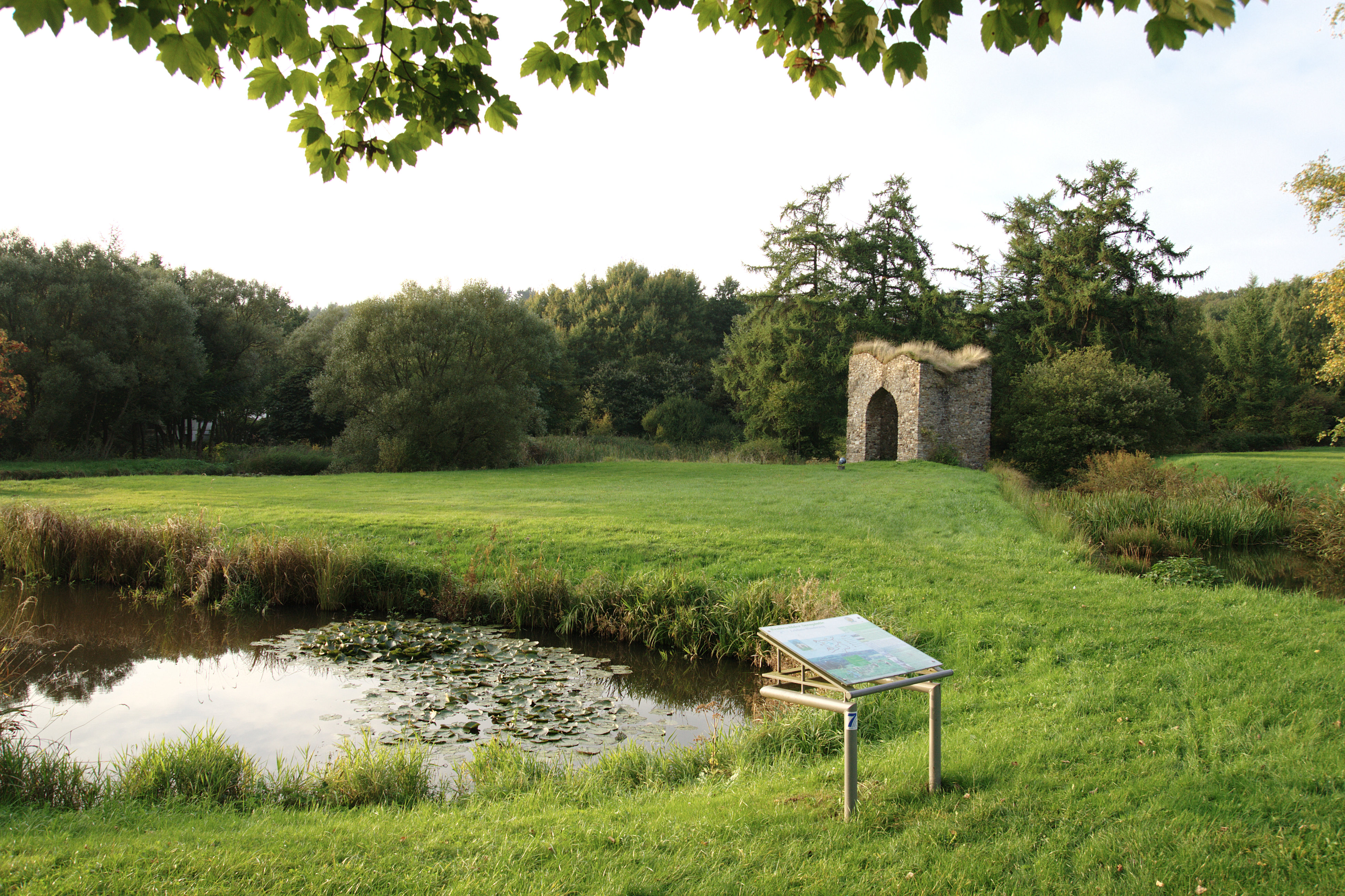
Umgebung der Burganlage

Das markanteste Fragment der Burganlage ist ein steinerner Torbogen, der vermutlich aus dem 14. Jahrhundert stammt und offenbar das Zugangstor zu dieser Niederungsburg darstellte. Von den weiteren Gebäuden sind noch Grundmauern vorhanden.
Die Ruinen der Burganlage sind jederzeit frei zugänglich.

## Geschichte
Die Burg Steinebach wurde wohl schon im 12. Jahrhundert als Sitz eines hier ansässigen niederadeligen Geschlechts erbaut, wobei dieses Gründungsdatum nicht historisch belegt ist.
Die kleine Burganlage war aber zumindest in späteren Jahren im Besitz der ortsansässigen Ritter von Steinebach, die sie dann an die Grafen von Sayn verpfändeten und letztlich verkauften.
Die sehr kleine Burganlage hat niemals eine auch nur ansatzweise geschichtliche Rolle gespielt.
Viele Anwohner Steinebachs tragen denselbigen als Nachnamen und er ist auch allgemein als solcher im Westerwaldkreis weit verbreitet.